# Dionysia curviflora
Dionysia curviflora är en viveväxtart som beskrevs av Alexander von Bunge. Dionysia curviflora ingår i släktet Dionysia och familjen viveväxter. Inga underarter finns listade i Catalogue of Life.

## Bilder

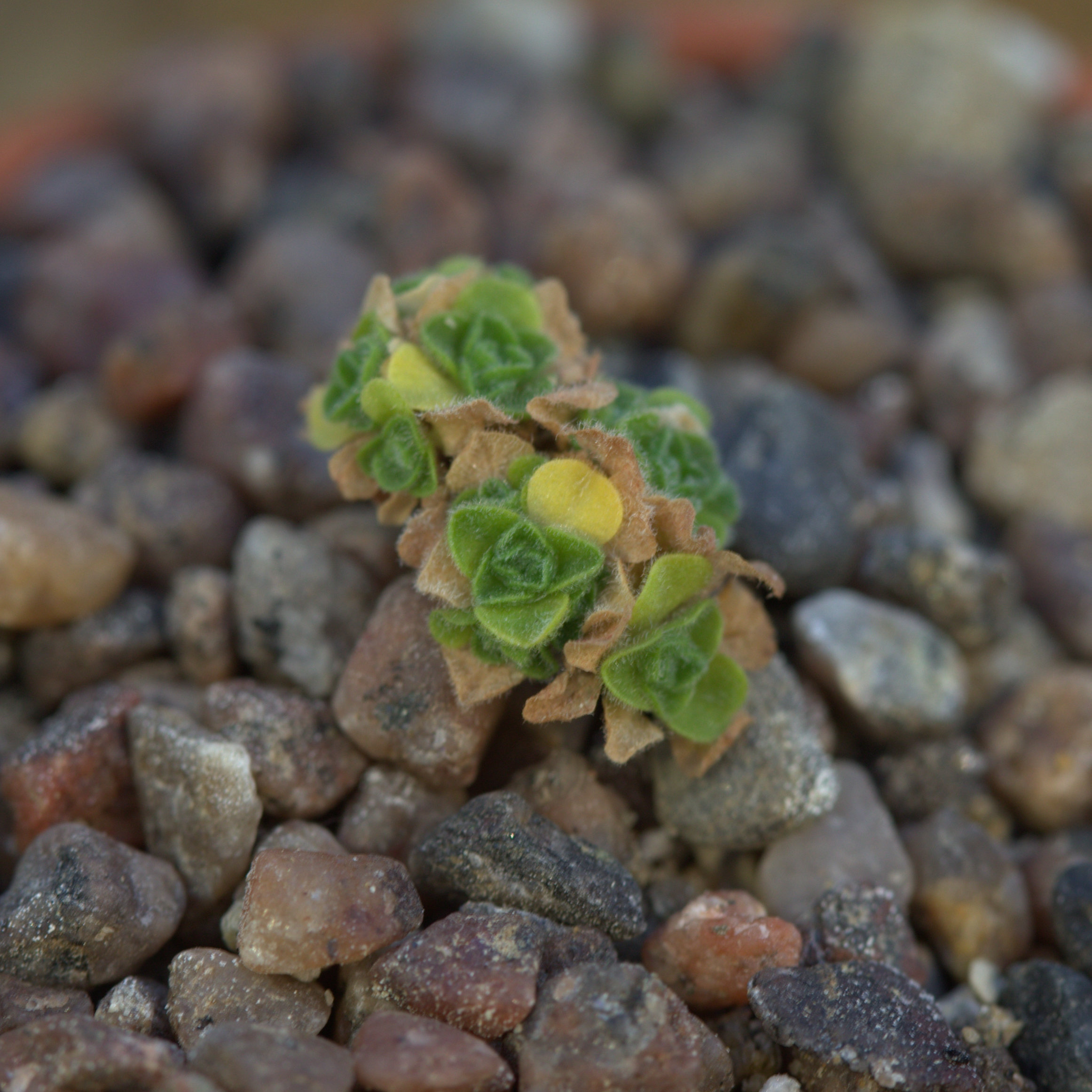
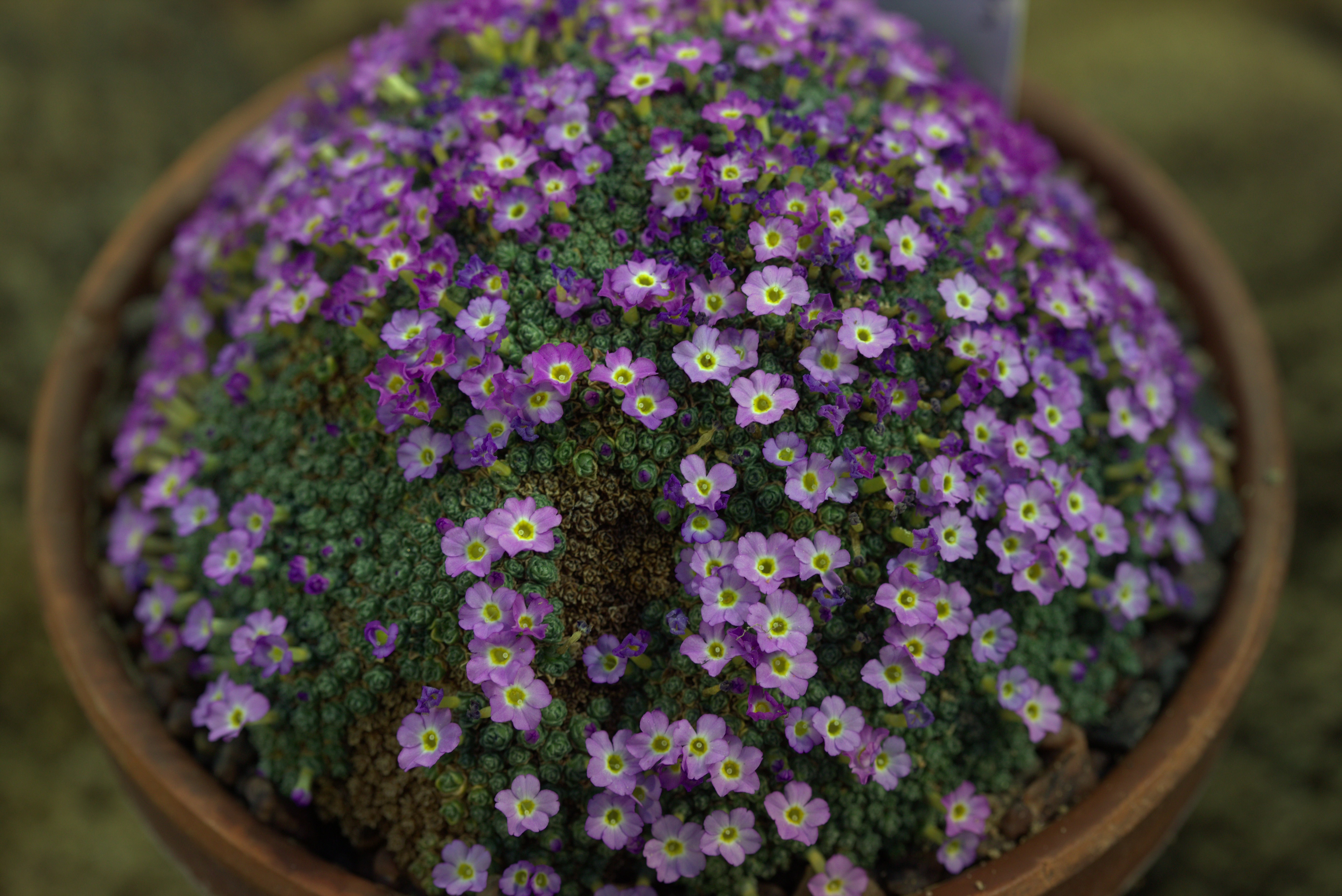